# Phare de São Sebastião
Le phare de São Sebastião (en portugais : « Farol de São Sebastião ») est un phare dans le fort de São Sebastião (actuel musée national de Sao Tomé-et-Principe) à l'extrémité de la baie d'Ana Chaves à São Tomé, capitale de São Tomé et Príncipe.

## Historique et description
Le phare, construit en 1928, est une tour blanche ronde de 6 mètres de haut avec une lanterne rouge. Sa hauteur focale est 14 mètres.